# Dorfkirche Rudow

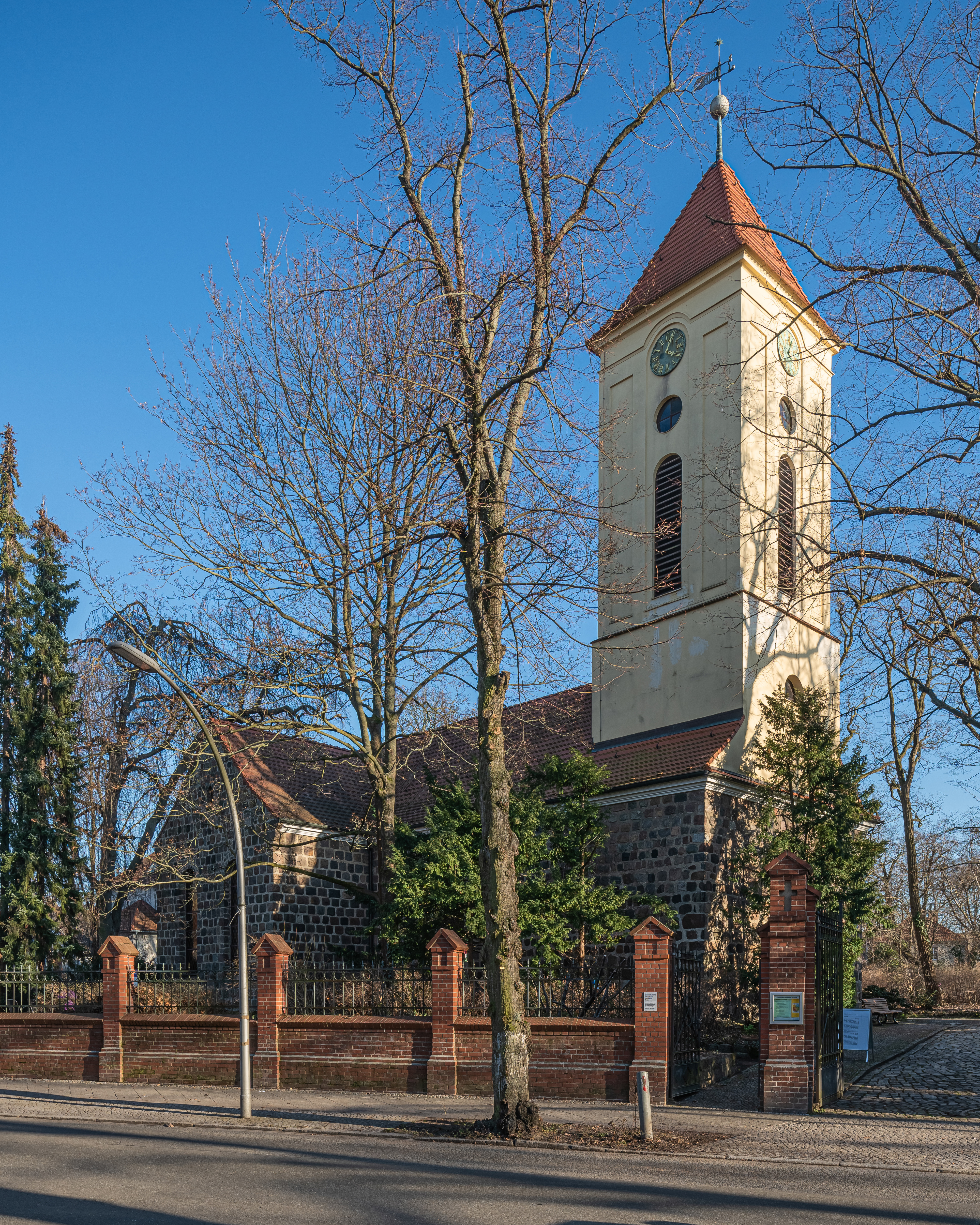
Dorfkirche Rudow, Gesamtansicht

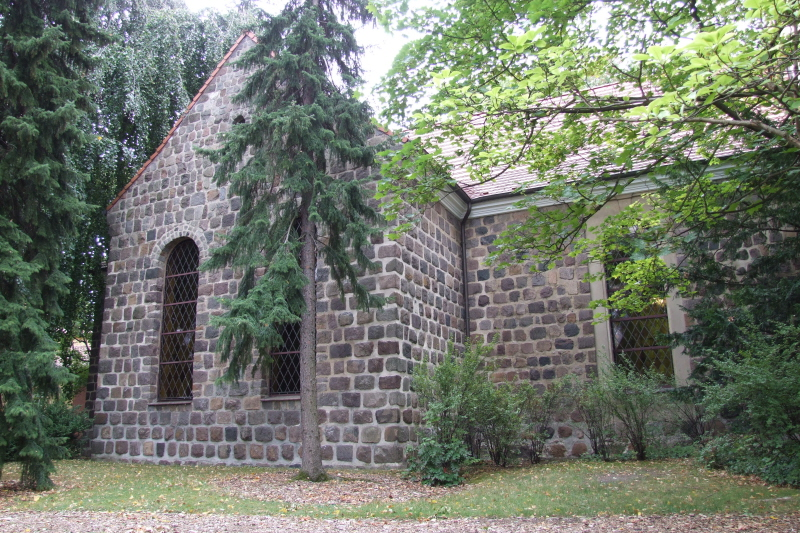
Dorfkirche Rudow, Detail

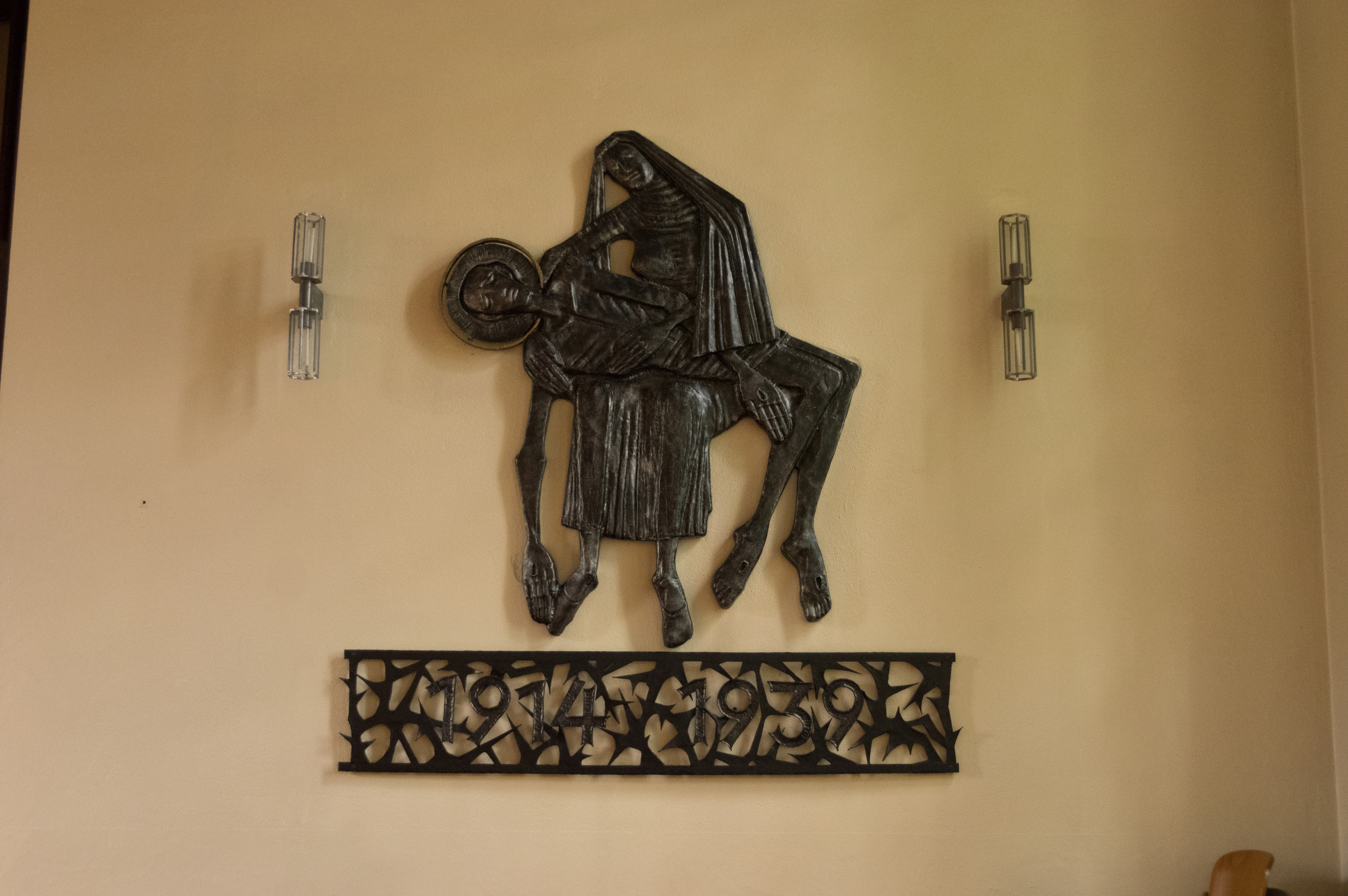
Die Pietà von Gerhart Schreiter

Die Dorfkirche Rudow im Berliner Bezirk Neukölln ist die Kirche der Evangelischen Kirchengemeinde im Ortsteil Rudow im Kirchenkreis Neukölln des Sprengels Berlin der Evangelischen Kirche Berlin-Brandenburg-schlesische Oberlausitz. Sie ist in der zweiten Hälfte des 13. Jahrhunderts erbaut worden; nachgewiesen ist ihre Existenz ab 1375.
Diese Kirche ist als Baudenkmal in der Berliner Landesdenkmalliste eingetragen.

## Baugeschichte
Die Kirche war ursprünglich ein einfacher rechteckiger Saalbau aus Feldsteinen mit einem spitzbogigen Westportal. 1653 wurde ein hölzerner Dachturm mit Welscher Haube aufgesetzt, der im Jahr 1713 einem Turm aus Stein mit einer Schieferdeckung weichen musste. In den Jahren 1733 und 1755 wurde er weitere Male umgebaut; von 1755 stammen auch die damals üblichen großen Fenster der Kirche. 1732 und 1743 erhielt der Turm seine Glocken und 1804 eine neue Spitze. Im Innenraum kam 1720 außerdem eine Kanzel hinzu.
Im Jahr 1848 wurde die gesamte Dorfkirche Rudow erneuert und dabei die vorher verputzten Feldsteine freigelegt. Schon 1909 erfolgen die nächsten Umbauten, die der Kirche ein kreuzartiges Querschiff gaben. Der bis dahin flache Ostabschluss des Langhauses erhielt einen polygonalen Chor mit drei Seiten. Im Zuge dieser Baumaßnahmen wurde gleich noch der Turm um vier Meter aufgestockt.

## Erneuerung nach dem Zweiten Weltkrieg
Wie viele andere in Berlin erlitt auch die Dorfkirche Rudow im Zweiten Weltkrieg schwere Schäden. Die Erneuerung nach Plänen von Ulrich Knispel war 1954 abgeschlossen; seitdem hat die Chorpartie wieder einen flachen Schluss mit einem von Knispel gestalteten Rundfenster. Von der historischen Bausubstanz sind nur noch die Feldsteinwände unterhalb des Turmes, die Spitzbogenpforte der Westfront, eine Seite des Kirchenschiffs, eine Grabplatte von 1736 für Eva Maria Puhlmann, Gattin des Köpenicker Amtmanns, sowie zwei Turmuhrzifferblätter und die Wetterfahne von 1909 erhalten. Außerdem wurde die Kirchenglocke von 1732 wiedergefunden, die durch das Kriegsende dem Einschmelzen entgangen war.

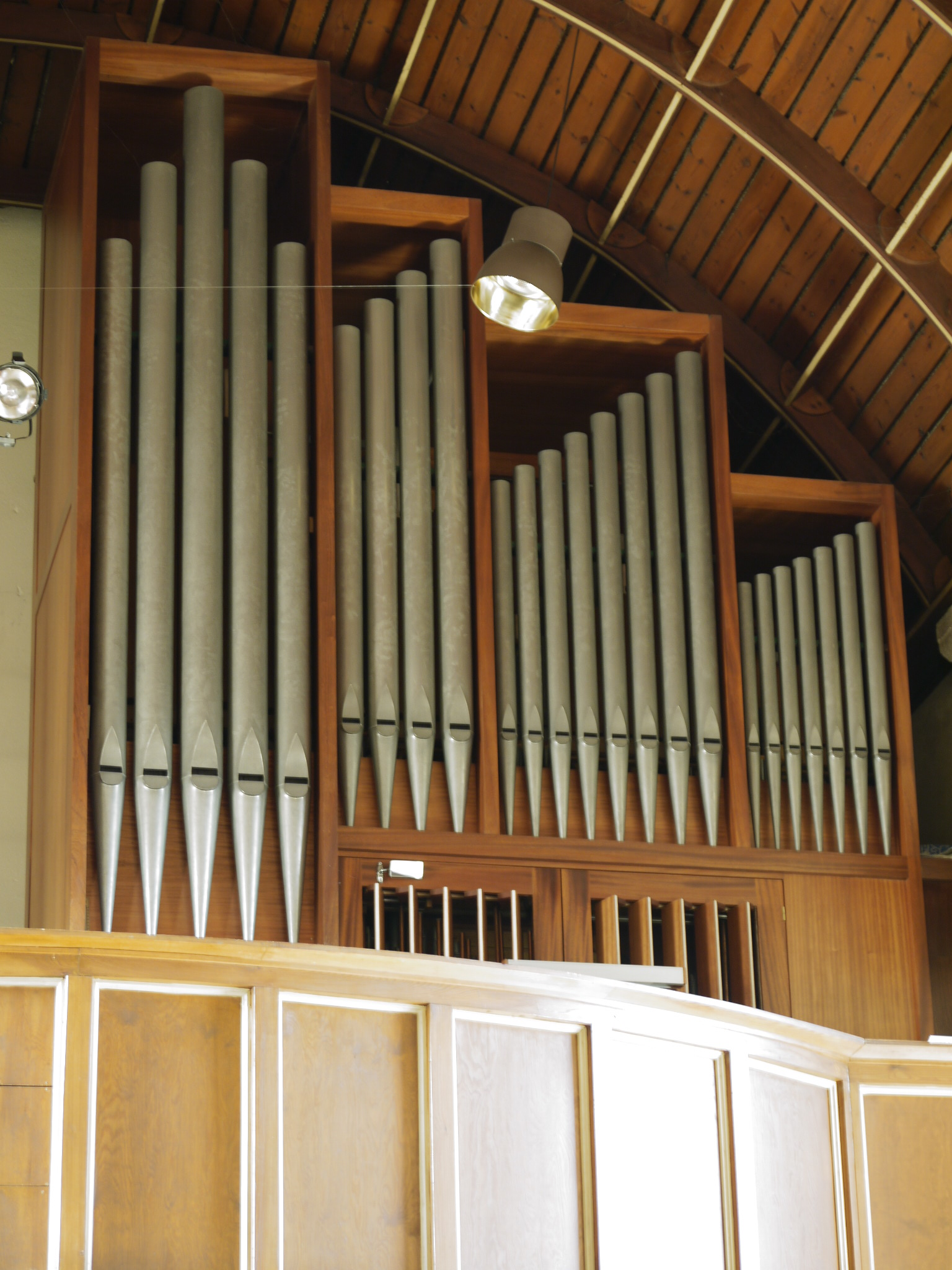
Schuke-Orgel

Von Hermann Haase-Ilsenburg (1879–1960) stammt das große Holzkruzifix hinter dem Altar, die Pietà im Gedenkraum wurde von Gerhart Schreiter geschaffen.
Die heutige Orgel auf der Empore im hinteren Teil der Kirche ist ein Werk der Berliner Orgelbauwerkstatt Schuke und wurde 1958 als Opus 54 erbaut. Sie ersetzt ein Instrument der Orgelwerkstatt Gebrüder Dinse (Berlin) von 1896 mit zehn Registern (ab 1910 zwölf) auf zwei Manualen und Pedal, die 1945 durch Kriegseinwirkung zerstört wurde. Die aktuelle Orgel hat einen Umfang von 1387 Orgelpfeifen in 19 Registern auf zwei Manualen und Pedal. 1975 wurde sie von der Erbauerfirma generalüberholt. Das Instrument ist asymmetrisch auf der Empore aufgestellt und lässt damit auf der anderen Hälfte der Rückwand Raum für ein großes Gemälde von Sigmund Hahn mit dem Thema „Drachentöter“.

## Nutzung des Kirchengebäudes und Gemeindeleben

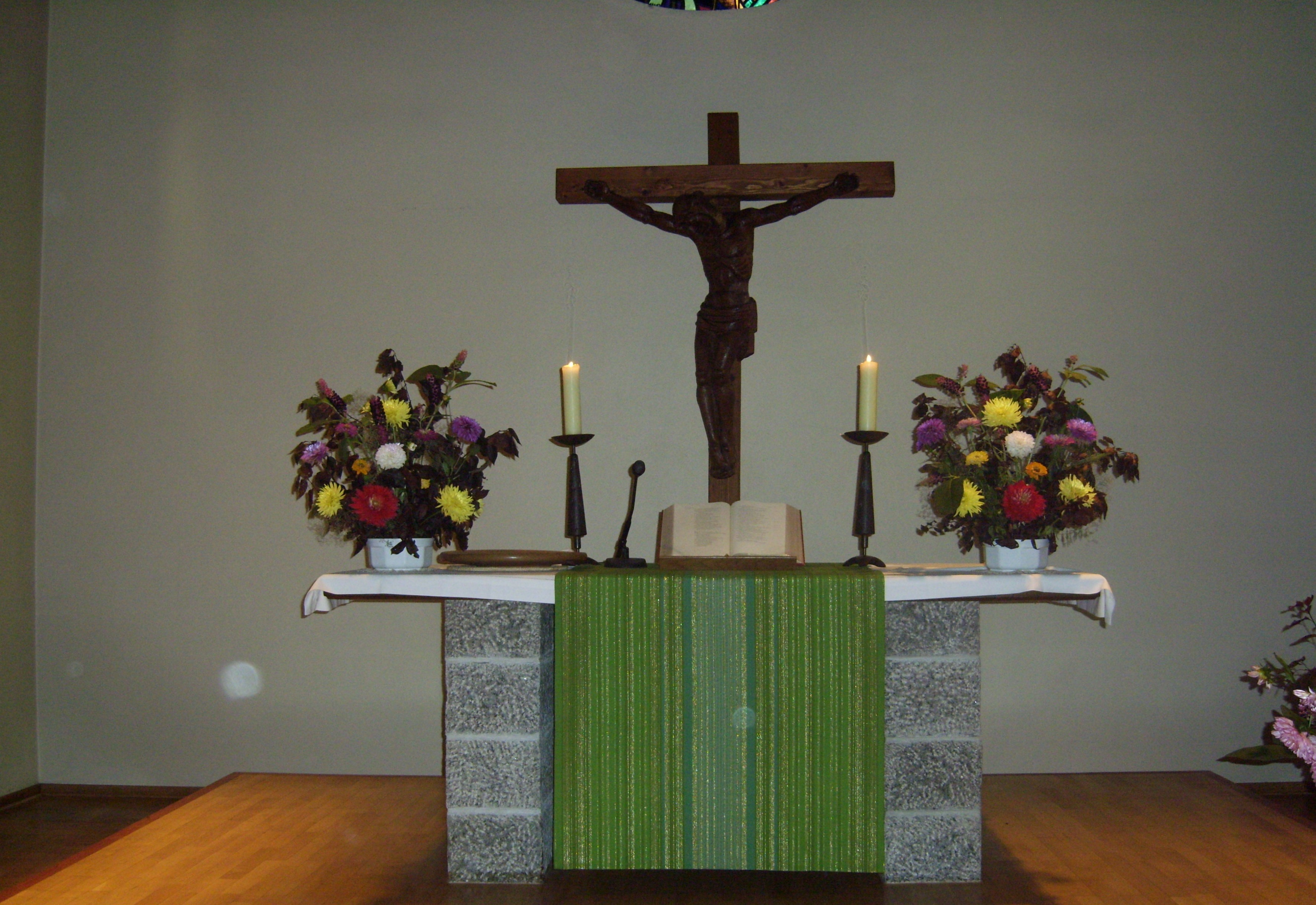
Blick auf den Altar

Neben der normalen gottesdienstlichen Nutzung einschließlich Abendmahl, Taufen, Konfirmationen, Trauungen oder Trauerfeiern ist die Kirche mittwochs und samstags von 9:30 bis 12:30 Uhr für Besucher zur Besichtigung sowie zur Ruhe- und Gebetszeit geöffnet. Samstags gegen 11:45 Uhr findet im Rahmen der „Offenen Kirche“ eine 15-minütige Kurzandacht statt. In der Gemeinde bestehen u. a. ein Gospelchor, eine Band, ein Bibellesekreis, ein Gebetskreis, Kinder-, Jugendlichen-, Senioren- und Frauengruppen sowie ein Posaunenchor.

## Nachweise
1. ↑  organindex.de:Berlin/Rudow, Dorfkirche
2. ↑  Orgel-Information auf orgbase.nl

Koordinaten: 52° 25′ 5,9″ N, 13° 29′ 51,4″ O